# Aeroportul Cherokee County
Aeroportul Cherokee County (IATA: JKV, ICAO: KJSO, FAA LID: JSO) este un aeroport din Texas, Statele Unite ale Americii ce deservește zona Jacksonville⁠(d).
Situat la o altitudine de 206 m, aeroportul dispune de 1 pistă.

## Infrastructură

### Piste
Aeroportul dispune de o singură pistă. Pista 14/32 are suprafața de asfalt și dimensiunile 5.006 picioare × 75 picioare. 